# Ниси као он
Ниси као он је четрнаести роман српске књижевнице и водитељке Весне Дедић, објављен 2021. године за њену сопствену издавачку кућу Дедић, у тиражу од 25 хиљада примерака. За разлику од претходних љубавних романа који се фокусирају на женске ликове, јунак ове књиге је бисексуални мушкарац.

## Радња романа
Млади Сомборац Игор долази у Београд на студије медицине. Већ првог дана на факултету упознаје заносну богату девојку и колегеницу Раду Марјановић, у коју се заљубљује и са којом улази у страствену везу. Све се мења када при крају студија Игор и Рада имају тројку са колегом Владимиром, и Иван схвата да га привлаче мушкарци. 
Роман прати његов живот од растанка са Радом и срећом са одређеним мушкарцима, политичку каријеру у Демократској странци, али и каријеру успешног естетског хирурга, али и повремене сусрете са Радом, која је постала чувени епидемиолог и жртва породичног насиља од стране мушкарца за ког се удала. 
Књига је писана као истинит догађај, односно на почетку романа појављује се као лик сама Весна Дедић, којој чувена докторка и пријатељица "Рада" предаје Игоров дневник како би по њему и њиховим животима написала књигу. Ауторка је потврдила да је део романа истинит.
Књига прати период од 1995. године до 2021, и у књизи се спомињу демонстрације у Србији 1996—1997., хапшење Слободана Милошевића, убиство Зорана Ђинђића, корона криза. 
Као и за остале романе ове ауторке и за овај је отпевана песма која прати доживљаје јунака. У питању је песма Све љубави моје Бобана Здравковића, коју су за ову прилику обрадили глумица Ања Мит и оркестар Наш начин.
Насловница романа садржи фотографију голишавог женског тела, фотографија Марка Табашевића.